# 桑蒂乌斯特德佩德拉萨
桑蒂乌斯特德佩德拉萨，是西班牙卡斯蒂利亚-莱昂塞戈维亚省的一个市镇。 总面积29平方公里，总人口95人（2001年），人口密度3人/平方公里。